# 戶田忠延
戶田忠延（日语：／ Toda Tadanobu，1790年7月23日—1823年4月7日）是日本江戶時代後期大名，下野宇都宮藩第3代藩主，宇都宮藩戶田氏第9代。

## 生涯
寬政2年6月12日（1790年7月23日），忠延作為下野宇都宮藩第2代藩主戶田忠翰的次子出生。文化3年（1806年）12月16日，忠延獲朝廷任命為從五位下日向守。文化8年（1811年）4月21日，忠延之父忠翰隱居，忠延便接任家督，成為第3代藩主。上任後，忠延將延享4年（1747年）至文化6年（1809年）期間獲讚揚的157人的善行，輯錄成善行錄，表彰勤力的農夫、誠實之人、貞節婦女、清白之人和孝子等。另外，忠延為了重整藩的財政，削減了給予家臣的金錢和米，同時禁止預先領取貸款和救助米。由於農村荒廢和受到天災影響，忠延屢次向江戶幕府請願卻不得要領，使原本已經有病在身的忠延心力交瘁。
忠延全力重整藩的財政同時，對在財政上與自己意見分歧的兩名家臣逐出藩，並且下令兩人如果進入江戶或宇都宮10里範圍內革殺勿論。在《戶田御家記》中，記錄有關忠延的事蹟只有重整經濟以及領地交換，除此之外並無其他，儘管如此忠延驅逐兩名家臣的強硬態度，對於藩的財政改善依然未見起息。文政6年2月26日（1823年4月7日），忠延先於其父忠翰死去，享年34歲，家督之位由養子其弟戶田忠溫繼承。